# 賴布衣
賴布衣（1096年—？），原名賴文俊，字太素，號鳳岡，又作風崗，又號先知山人、布衣子，江西定南鳳山岡人，中國著名堪輿學家。

## 生平
相傳賴布衣九歲已高中秀才，又考取禮部貢生，不過自己醉心術數，加上父親逝去，在官場上又失意，便棄官雲遊。其間遇上一名堪輿師，教授其堪輿學，學習到尋龍點穴的功夫。後因賴布衣憑著精湛的堪輿技術，幾乎全中國都有其事跡，他擅於替人選墓穴，曾為羅彥章替其亡妻選墓，批出此墓能令其子在考場中榜，果然其子真的中榜。
後來，有傳賴布衣看破紅塵，四處漂泊以研究風水堪輿，足跡遍佈福建、廣東，後遁隱山林，不見其蹤。在雲遊至德興時，曾授傅伯通等堪輿學。

## 作品
- 《理氣穴法》
- 《催官篇》
- 《紹興大地八鈴》
- 《三十六鈴》
- 《青烏序》

## 影視作品
- 1983年香港無線電視劇集《賴布衣》
- 1983年香港無線電視劇集《賴布衣妙算玄機》
- 1995年香港無線電視劇集《尋龍劍俠賴布衣》
- 2009年台灣電視公司連續劇《一代神相賴布衣》